# Idyllische Straße

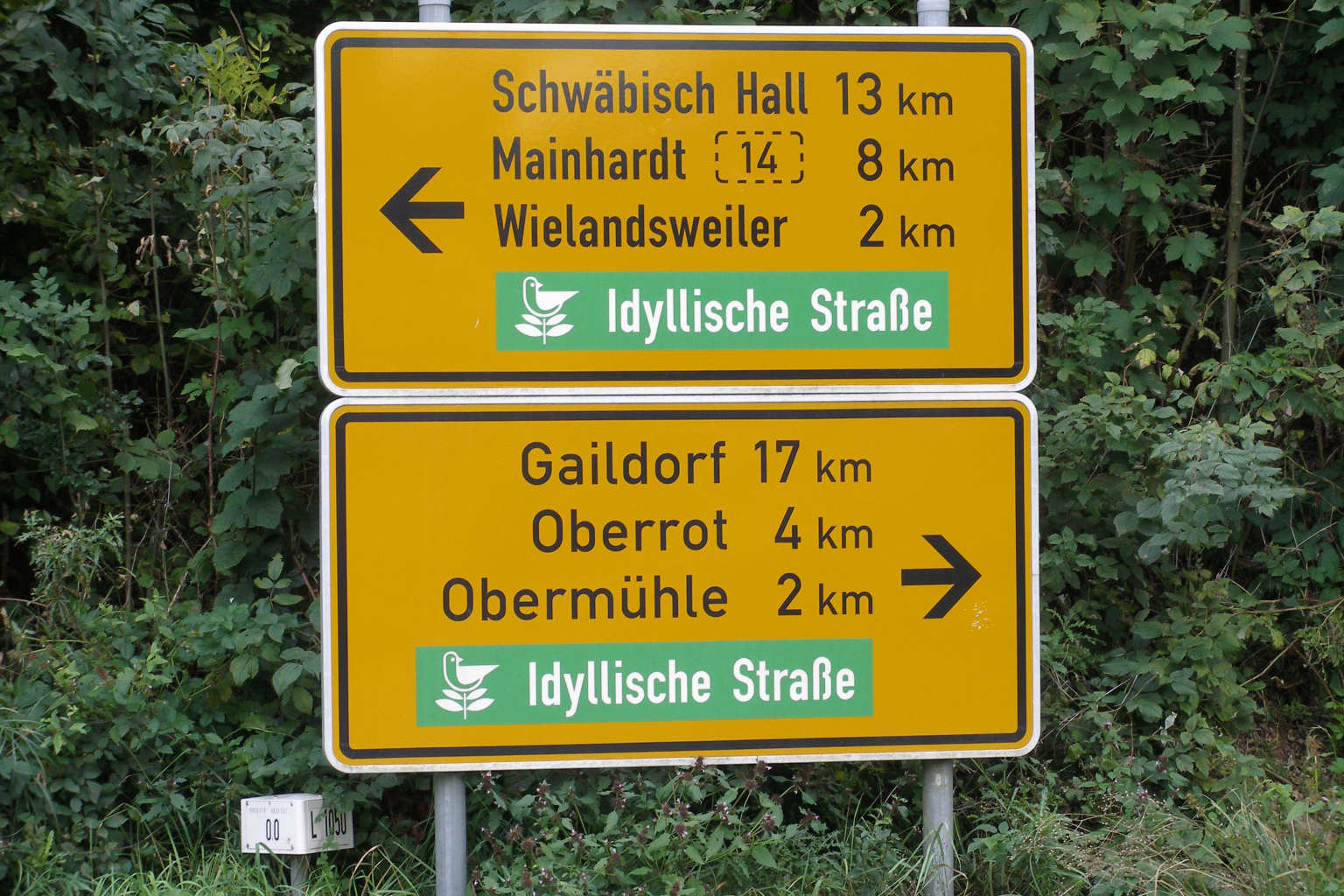

De Idyllische Straße is een toeristische autoroute in Baden-Württemberg, Duitsland. De 130 kilometer lange bewegwijzerde route door Natuurpark Schwäbisch-Frankischer Wald bestaat sinds 1967. De route loopt langs Welzheim, Kaisersbach, Althütte, Sechselberg, Murrhardt, Sulzbach an der Murr, Spiegelberg, Wüstenrot en Oberrot.